# Иван Динев (офицер)
Вижте пояснителната страница за други личности с името Иван Динев.
Иван Ангелов Динев е български офицер, инженер, доцент, генерал-майор.

## Биография
Роден е на 11 май 1942 г. в Шумен. Завършва средното си образование в Природо-математическа гимназия „Нанчо Попович“ в родния си град през 1960 г. Между 1960 и 1965 г. учи военна специалност „земна артилерия“ и гражданска специалност „Инженер по радиоелектроника“ във Висшето народно военно артилерийско училище „Георги Димитров“ в Шумен. След дипломирането си е назначен за командир на взвод в 37-и мотострелкови полк в Царево. Там изкарва до 1967 г., когато е назначен за помощник-началник щаб по разузнаването, топогеодезическата и метеорологичната подготовка в 88-и дивизион за артилерийска поддръжка в Средец. През 1973 г. става преподавател в катедра „Артилерийска стрелба и управление на огъня“ в артилерийското училище в Шумен. От 1979 до 1982 г. завършва Военната академия в София. В периода 1983 – 1988 г. е методист и заместник-началник на Учебния отдел при военното училище. През 1988 г. защитава докторска дисертация, а през 1991 г. му е присъдено званието доцент по „Организация и управление на въоръжените сили“. От 1988 до 1992 е началник на катедра „Артилерийска стрелба и управление на огъня“. В периода 1992 – 2000 г. е началник на Висшето военно училище за артилерия и противовъздушна отбрана „Панайот Волов“ в Шумен, като е първото хабилитирано лице началник на висше военно училище в България.  На 5 май 1998 г. е назначен за началник на ВВУАПВО „П. Волов“, считано от 7 май 1998 г. и удостоен с висше военно звание генерал-майор. На 7 юли 2000 г. е удостоен с висше военно звание генерал-майор, освободен от длъжността началник на ВВУАПВО „П. Волов“ и от кадрова военна служба. От 2002 до януари 2015 г. е директор, отговарящ за връзките с инвеститорите в шуменския завод „Алкомет“.
Умира на 10 февруари 2021 г. в Шумен.

## Образование
- Природоматематическа гимназия „Нанчо Попович“ (до 1960)
- Висше народно военно артилерийско училище „Георги Димитров“, земна артилерия (1960 – 1965)
- Военна академия „Георги Раковски“ (1979 – 1982)

## Военни звания
- лейтенант – 1965
- старши лейтенант – 1969
- капитан – 1973
- майор – 1978
- подполковник – 1983
- полковник – 1988
- Генерал-майор (6 май 1997)
- Генерал-майор (7 юли 2000)